# G.P. Jacobsen
Gebhardt Peter Jacobsen, kendt som G.P. Jacobsen (28. november 1840 på Røde Mølle, Svindinge – 25. november 1915 i Dalum) var en dansk fotograf.
Han nedsatte sig som fotograf i Odense i (1868) og virkede der som byens førende portrætfotograf frem til 1914. Han havde adresse på Flakhaven (Vestergade 41). I 1892 ses han også med adresse på Østergade 15, 2. i København.
G.P. Jacobsen blev tilkendt den store guldmedalje i Napoli i 1891 for kunstnerisk fotografi og tilkendt højeste udmærkelse (Ærkehertuginde Maria Theresias Æresdiplom) på den internationale udstilling for kunstnerisk fotografi i Wien i 1891. 